# Камелия
Каме́лия (лат. Camellia) — род вечнозелёных растений семейства Чайные (Theaceae). Наиболее известный вид — Camellia sinensis (Камелия китайская, или Чай, или Чайный куст), из листьев которого получают сырьё для приготовления чая. Многие виды камелии используются в декоративном садоводстве. Камелиями украшала себя Маргарита Готье, героиня романа Александра Дюма-сына «Дама с камелиями».

## Название
Род назван Карлом Линнеем в честь иезуита-миссионера и ботаника чешского происхождения Георга Йозефа Камела (1661—1706), работавшего в качестве врача и аптекаря на Филиппинах.

## Биологическое описание

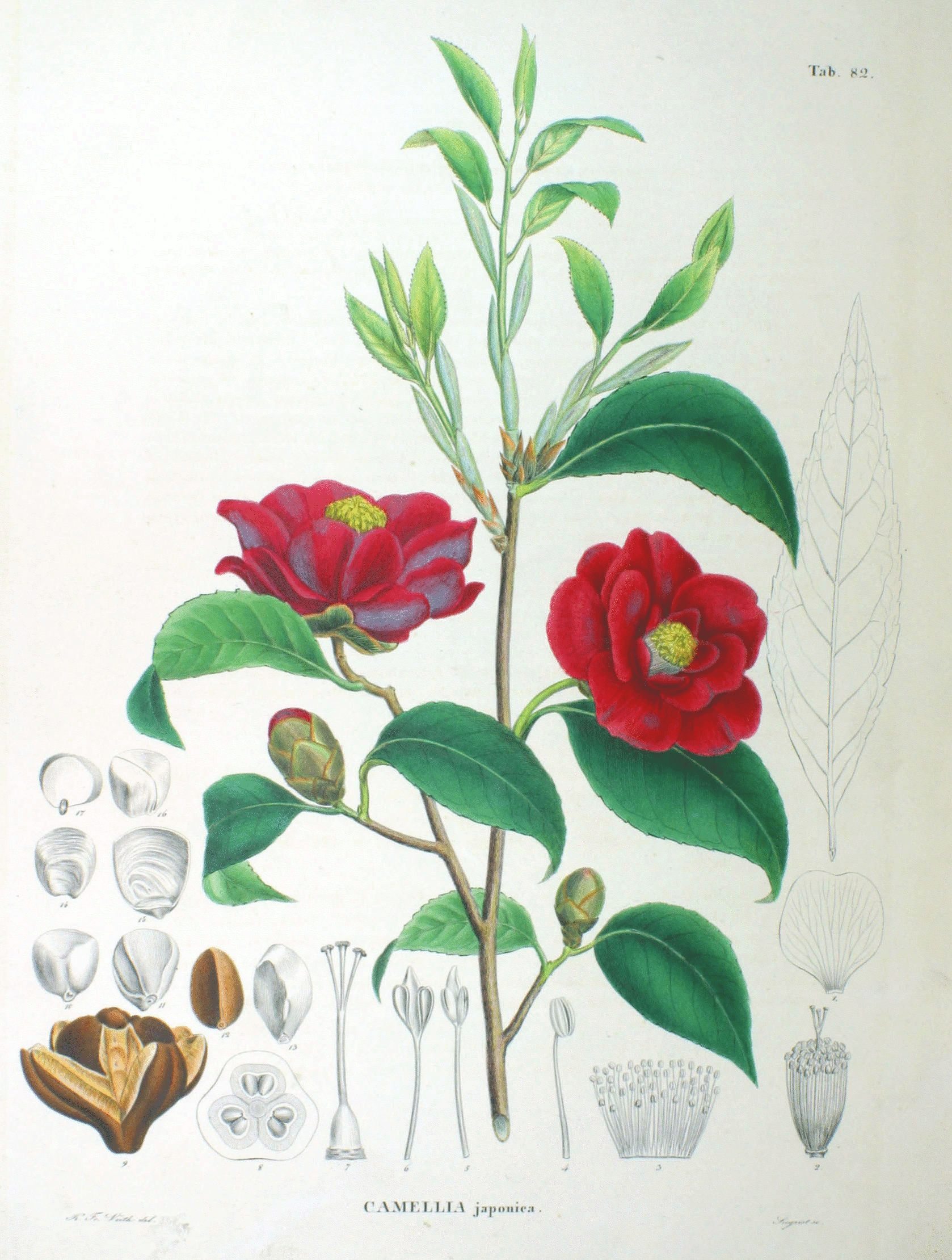
Камелия японская (Camellia japonica).
Ботаническая иллюстрация из книги Flora Japonica, Sectio Prima Зибольда и Цуккарини, 1870

Представители рода небольшие кустарники или деревья высотой от 2 до 20 метров.
Листья простые, эллиптические до широко- и продолговато-яйцевидных, кожистые, глянцеватые, заострённые или тупые, по одному, иногда по 2-3, очередные на коротких черешках, длиной 3—17 см.
Цветки одиночные, диаметром 1—12 см, лепестки сросшиеся у основания, розовые, красные, белые или пёстрые, тычинки многочисленные.
Плод — сухая капсула, которая обычно делится на 5 отделений с 8 семенами.
Первое письменное упоминание о камелиях датируется I веком нашей эры, когда губернатор провинции острова Кюсю расправился с главарем банды преступников с помощью дубины, сделанной из древесины камелии. Поэтому эта часть Кюсю называется Цубаки по японскому названию камелии японской (Camellia japonica), а само место битвы названо «Кровавое поле». Название отразило тот факт, что цветки дикой Цубаки — ярко-красного цвета, а первый в истории белый цветок этого вида появился только в VII веке и вызвал такой интерес, что его даже принесли показать императору Тэмму.

## История
Культура разведения камелий пережила в Японии несколько периодов упадка и расцвета. В XI веке камелии теряют популярность, интерес к ним пробуждается лишь в период Муромати (1333—1568), эпоху становления традиционного стиля японского сада. Разведение камелий становится одним из занятий сословия самураев. Помимо Цубаки популярной была Сазанка (Camellia sasanqua), осеннецветущая камелия горная. Она меньше по размеру, чем Цубаки, но цветёт обильнее и имеет цветок более асимметричной формы, легко переносит открытое солнце.
На протяжении истории камелии представляли собой культурные символы с зачастую противоположными значениями. Сначала камелия Цубаки была одним из символов богини солнца Аматэрасу, а во время запрета христианства в Японии она же стала символом Иисуса Христа для японцев-католиков, которым было запрещено носить крест.
И поныне католическая церковь в Нагасаки украшена орнаментом из цветков Цубаки. Изначально эта камелия была кроме того также символом долголетия. А в XV веке появилось поверье, что прикоснувшийся к ней самурай будет обезглавлен. Объяснение этому поверью в том, что цветок Цубаки падает на землю целиком, как отрубленная голова, а не осыпается дождем из лепестков, как Сазанка. Члены японского общества камелий Хиго считают, что это суеверие было частью «черного пиара» одних самурайских кланов против других. Ещё более странно, что в Америке XIX—XX веков члены расистской организации «Ку-клукс-клан» использовали японскую камелию как символ белой расы и называли себя Рыцарями белой камелии.
Контакт с Америкой — прибытие на острова в 1858 году коммодора Перри и последующее открытие Японии для мира вызвало спад интереса к камелиям в Японии, так как японцы принялись быстро копировать все западное, от западных роз до военных кораблей. С разрушением феодализма многие самураи, которые были хранителями культуры выращивания камелий, лишились своих коллекций, а молодое поколение стало воспринимать камелии как цветы для кладбищ. Только через столетие, в 1958 году, группа цветоводов на Кюсю решила возродить традицию Хиго, цветов самурайского клана Кумамото. Они нашли около сотни сортов, многие из которых росли на древних могилах. Благодаря энтузиазму этой группы, а также итальянскому цветоводу Франко Гирарди камелии Хиго распространились в Европе и США. Этот цветок идеально передает японский вкус, основанный на простоте, асимметрии и близости к природе. Традиционно Хиго выращивается как бонсаи, хотя любители Хиго в Европе выращивают их и как камелии обычного размера.

## Распространение

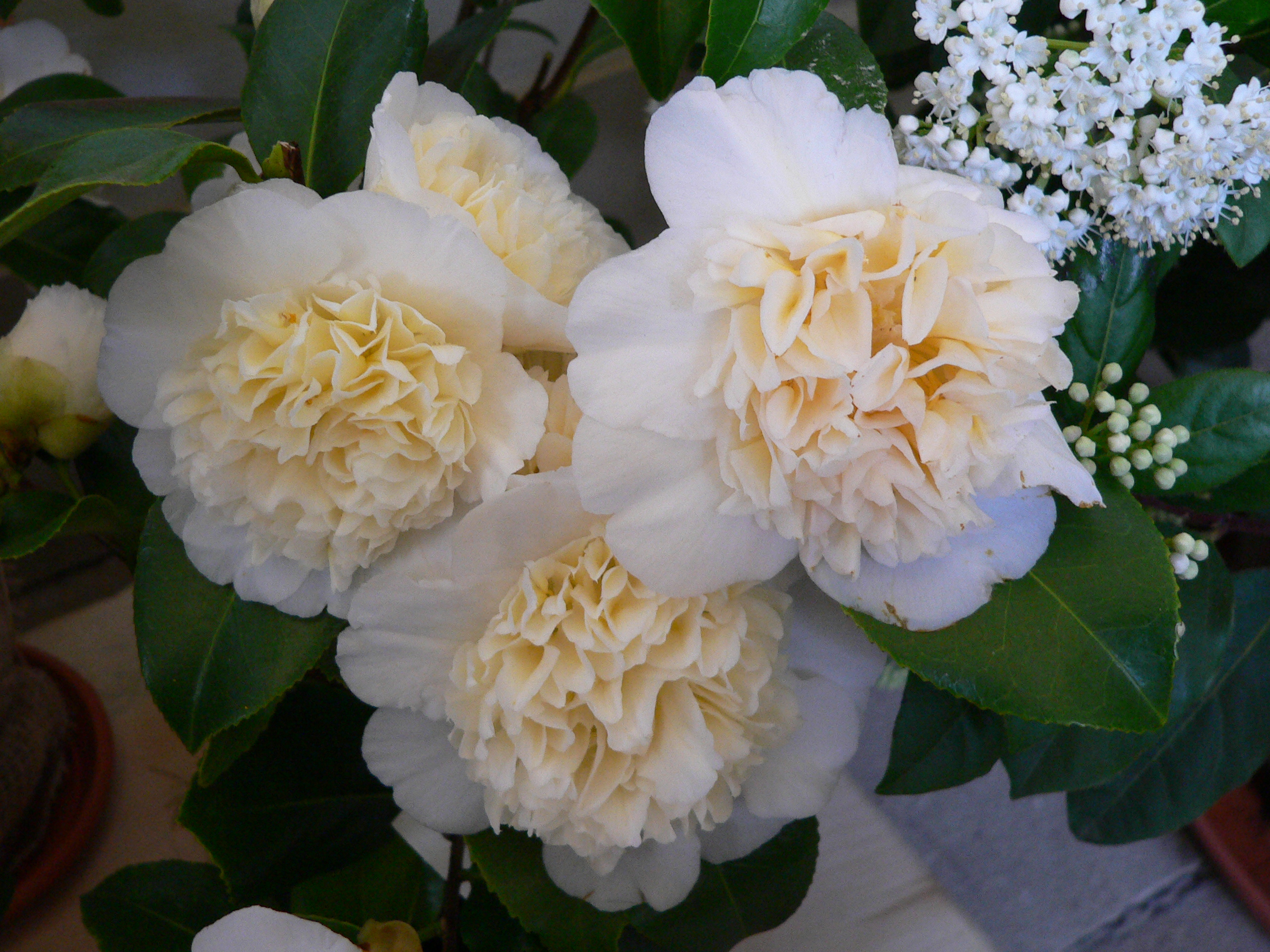

Камелии широко распространены в странах с субтропическим климатом: на побережье Чёрного моря в Сочи, на юге США и других странах.

## Практическое использование

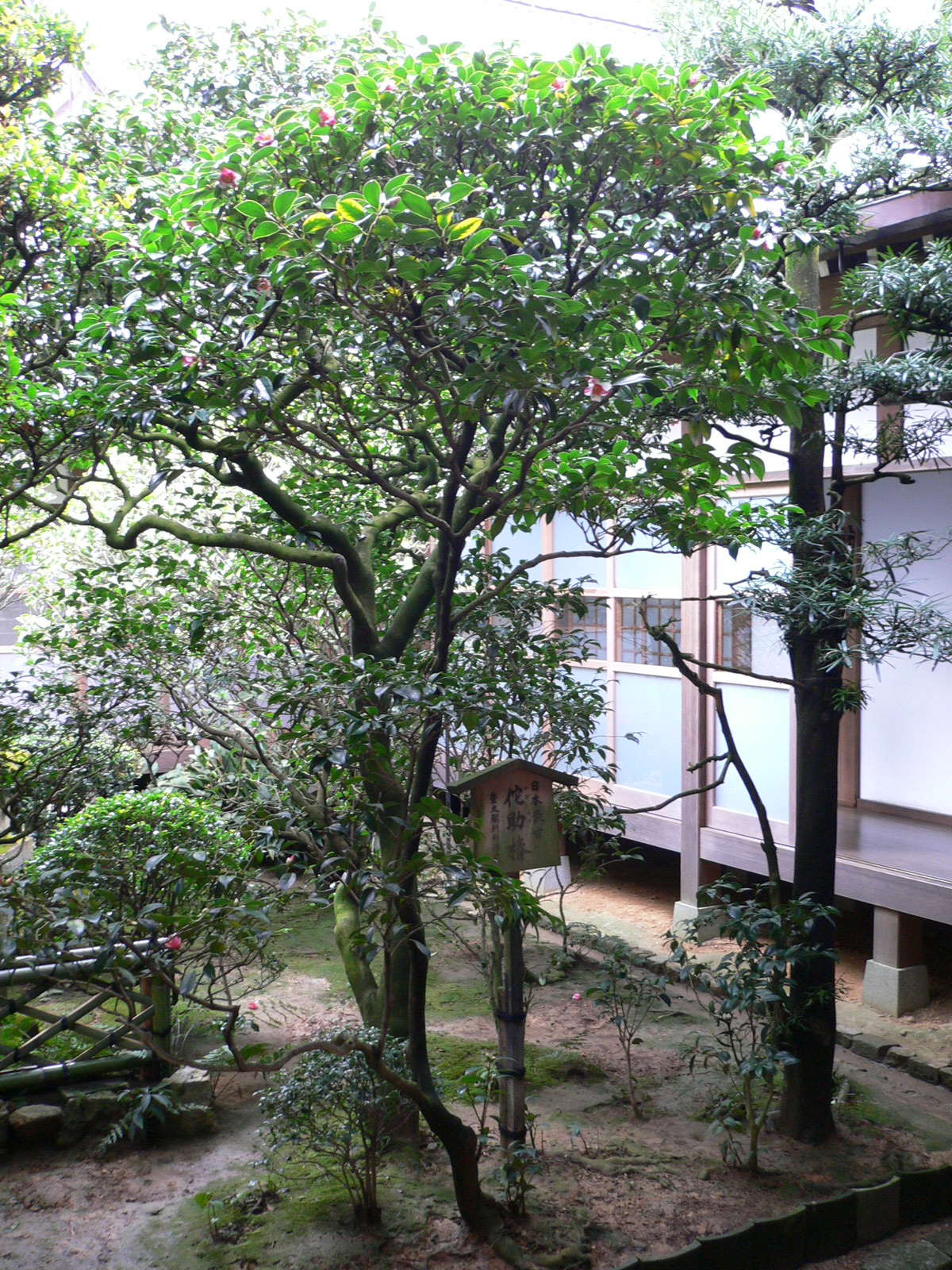

Некоторые виды получили распространение как ценные декоративные вечнозелёные и цветущие растения; их широко применяют для озеленения интерьеров, создания экспозиций в парках в течение летнего периода. Наиболее известна Камелия японская (Camellia japonica) — декоративный, обильно цветущий кустарник родом из Юго-Западного Китая. Существует множество сортов камелий с белыми, розовыми, красными, кремовыми цветками, все они махровые подобно пионам и розам, тычинки которых трансформировались в лепестки. Однако цветки камелий лишены запаха, у дикой формы его тоже не было. В районах с очень мягкой зимой и большой влажностью воздуха камелии выращиваются в открытом грунте, в других местах — в комнатах или прохладных оранжереях.
Из листьев японо-китайской камелии эвгенольной (Camellia sasanqua) получают эфирное масло, содержащее 97 % эвгенола.

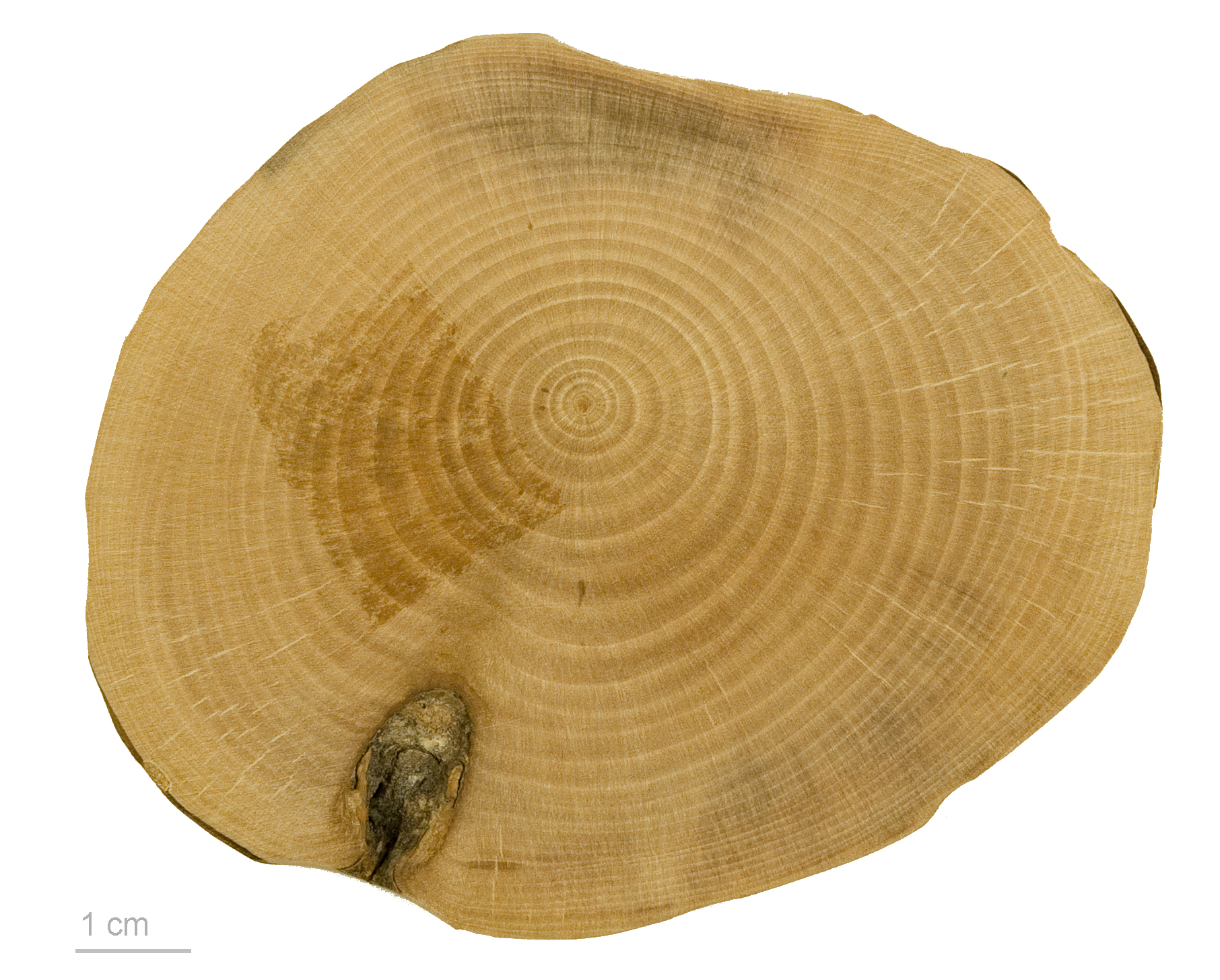
Camellia japonica — Тулузский музей

## Классификация

### Таксономия
Род Камелия входит в семейство Чайные (Theaceae) порядка Верескоцветные (Ericales).
|  |                                      |  |                                                             |                                                             |                  |  | ещё 25 семейств (согласно Системе APG II) |                |                |                 |
|  |                                      |  |                                                             |                                                             |                  |  |                                           |                |                | около 250 видов |
|  |                                      |  |                                                             | порядок Верескоцветные                                      |                  |  |                                           |                | род Камелия    |                 |
|  |                                      |  |                                                             | порядок Верескоцветные                                      |                  |  |                                           |                | род Камелия    |                 |
|  | отдел Цветковые, или Покрытосеменные |  |                                                             |                                                             | семейство Чайные |  |                                           |                |                |                 |
|  | отдел Цветковые, или Покрытосеменные |  |                                                             |                                                             |                  |  |                                           |                |                |                 |
|  |                                      |  | ещё 44 порядка цветковых растений (согласно Системе APG II) | ещё 44 порядка цветковых растений (согласно Системе APG II) |                  |  |                                           | ещё 7—40 родов | ещё 7—40 родов |                 |
|  |                                      |  |                                                             | ещё 44 порядка цветковых растений (согласно Системе APG II) |                  |  |                                           |                | ещё 7—40 родов |                 |

### Виды
По информации базы данных The Plant List, род включает 250 видов:
- Camellia amplexicaulis (Pit.) Cohen-Stuart
- Camellia cuspidata (Kochs) C.H.Wright ex H.J.Veitch — Камелия заострённая
- Camellia fraterna Hance — Камелия братская
- Camellia japonica L. typus[1] — Камелия японская
- Camellia oleifera C.Abel — Камелия масличная
- Camellia reticulata Lindl. — Камелия сетчатая
- Camellia saluenensis Stapf ex Bean
- Camellia sasanqua Thunb. — Камелия сасанква, или Камелия эвгенольная
- Camellia sinensis (L.) O.Kuntze — Камелия китайская, или Чай

## В астрономии
В честь камелии назван астероид (957) Камелия, открытый в 1921 году.